# Вагінальна трансплантація
Вагінальна трансплантація — процедура, за допомогою якої донорська або вирощена в лабораторії тканина вагіни використовується для створення «неовагіни». Найчастіше застосовується у жінок з синдромом Маєра-Рокітанського-Кюстера-Гаузера (вагінальна аплазія).

## Показання
Вагінальна аплазія — це рідкісне захворювання, при якому вагіна не формується належним чином до народження. Жінки з захворюванням можуть мати частково сформовану вагіну, або взагалі її відсутність у звичних розмірах. Захворювання зазвичай лікується реконструктивною хірургією. Спочатку хірургічно створюється простір, де зазвичай існує вагіна. Потім тканину з іншої частини тіла збирають, формують у формі вагіни і прищеплюють до порожнини вагіни. Цей прийом має суттєві недоліки. Як правило, імплантована тканина не працює нормально як м'яз, що може призвести до низького задоволення від вагінального сексу. Крім того, з часом може виникати стеноз (звуження порожнини). Більшості жінок потрібні багаторазові операції для досягнення задовільного результату. Альтернативою традиційній реконструктивній хірургії є трансплантація.

## Донорська техніка
Відомо про випадки, коли жінки з вагінальною аплазією отримали успішну трансплантацію вагіни від власної матері. Вважається, що перший такий випадок стався в 1970 році, без ознак відторгнення через три роки. Принаймні в одному випадку жінка, яка отримала таку трансплантацію, змогла завагітніти і народити. У 1981 році 12-річна дівчина з вагінальною аплазією отримала імплантат вагінальної стінки від матері. Через 7 років вона без перешкод почала сексуальне життя. У 24 роки вона завагітніла і виношувала. Дитина народилася шляхом кесаревого розтину.

## Лабораторна техніка
У квітні 2014 року група вчених на чолі з Ентоні Атала повідомила, що вони успішно трансплантували вирощені в лабораторії вагіни чотирьом дівчаткам-підліткам з рідкісним захворюванням (синдромом Маєра-Рокітанского-Кюстера-Гаузера), яке викликає неправильний розвиток вагіни або іноді її відсутність. Від 1 500 до 4 000 жінок народжуються з цим захворюванням.
Ці чотири пацієнтки почали лікування в період з травня 2005 року по серпень 2008 року. В кожному разі група медичних досліджень починала зі взяття невеликого зразка генітальної тканини з вульви підлітки. Зразок використовувався в якості посівного матеріалу для вирощування додаткової тканини в лабораторії. Клітини, що вистилають вагіну, були розміщені всередині трубки, а м'язові клітини — зовні. Через 5-6 тижнів пацієнтці була імплантована структура, в якій тканина продовжувала зростати і була пов'язана з кровоносною і іншими системами організму дівчаток. Приблизно через 8 років всі 4 пацієнтки повідомили про нормальне функціонування і рівні задоволення під час статевого акту відповідно до анкети для визначення індексу жіночої сексуальної функції. Про несприятливі результати або ускладнення воліли не повідомляти.
У двох з чотирьох жінок вагіну було прикріплено до матки, що уможливило вагітність. Однак протягом періоду дослідження про вагітність не повідомлялося. У коментарі, опублікованому Національною службою охорони здоров'я Великої Британії, дослідження названо «важливим доказом концепції» і стверджується, що тканинна інженерія має «великий потенціал». Проте Національна служба охорони здоров'я Великої Британії також попередила, що розмір вибірки був дуже малим і необхідні подальші дослідження для визначення загальної життєздатності методу.
Техніка аутологічної трансплантації також може бути використана для жінок, яким потрібно реконструктивна операція через рак або інше захворювання, як тільки метод буде вдосконалений. Однак, перш ніж можна буде почати комерційне виробництво, необхідно провести більше досліджень і розробити методи і протоколи трансплантації.